# Caulokaempferia pedemontana
Caulokaempferia pedemontana är en enhjärtbladig växtart som beskrevs av Triboun och Kai Larsen. Caulokaempferia pedemontana ingår i släktet Caulokaempferia och familjen Zingiberaceae.
Artens utbredningsområde är Thailand. Inga underarter finns listade i Catalogue of Life.